# José Antonio Alzate
José Antonio de Alzate y Ramírez (Ozumba, México, 21 de novembro de 1737 – Cidade do México, 2 de fevereiro de 1799) foi um sacerdote, cientista, historiador, cartógrafo e jornalista no Vice-Reino da Nova Espanha.

## Vida e carreira

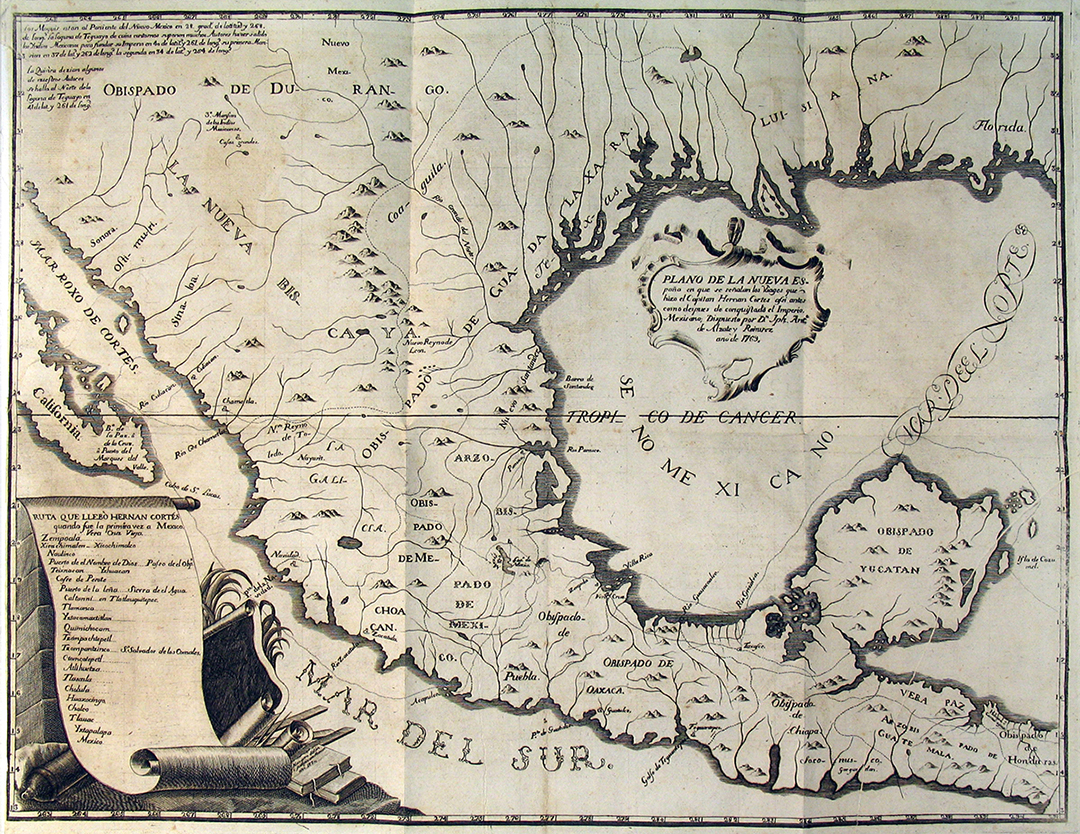
Alzate, Plano de la Nueva España, 1770

Filho de Felipe de Alzate e María Josefa Ramírez, descendente de Juana Inés de la Cruz. Estudou no Antigo Colégio de São Ildefonso na Cidade do México, graduando-se como bacharel em teologia em 1756. Sacerdote com a idade de 20 anos, foi membro correspondente da Académie des Sciences e da academia de ciências da Espanha, e um dos primeiros observadores confiáveis da meteorologia mexicana. Obteve grande reputação como zoólogo e botânico, e suas pesquisas estabeleceram as bases da moderna exploração das antiguidades mexicanas. Publicou a Gaceta de Literatura, e um ensaio com o título La limite des niéges perpetuelles en Volcan Popocatepetl.
Inaugurado em 1768, seu Diario literario de Méjico foi suspendido depois de apenas três meses. Criou depois em 1788 a Gaceta de Literatura, que foi publicada até 1795 (115 edições). Este periódico inspirou diversos de seus conterrâneos a seguirem seu exemplo. Seu relato de Xochicalco foi a primeira descrição publicada destas interessantes ruínas.
Mais de trinta tratados sobre vários assuntos são devidos à sua caneta. Dentre outras obras escreveu Observaciones meteorológicas (1769), Observación del paso de Venus por el disco del Sol (1770), Modelo y descripción de los hornos de Almadén, notas, adições e mapas da Historia Antigua de México, escrita por Francisco Javier Clavijero, e um Mapa de la América del Norte.
Astronomia, física, meteorologia, antiguidades e metalurgia estavam entre os tópicos sobre os quais ele escreveu, mas também dedicou muita atenção a certas indústrias. Assim, o cultivo de seda no México foi objeto de vários de seus trabalhos. Escreveu uma dissertação sobre o uso de amônia no combate a gases mefíticos em minas abandonadas e também preparou mapas da Nova Espanha (México). Em 1772 publicou um trabalho que mostrava que os conhecidos efeitos psicodélicos do pipiltzintzintli (uma espécie de Salvia divinorum) eram devidos a causas naturais e não ao trabalho do diabo (Memoria del uso que hacen los indios de los pipiltzintzintlis; México, D.F.: Universidad Nacional Autónoma de México). Ele foi frequentemente oposto e até mesmo desprezado em sua terra, mas a Academia Francesa de Ciências o tornou membro correspondente, e os vice-reis do México e os arcebispos lhe confiaram diversas missões científicas.
Foi membro do Real Jardim Botânico de Madrid. Morreu na Cidade do México em 1799.